# Scythris scopolella
Scythris scopolella ist ein Schmetterling aus der Unterfamilie der Ziermotten (Scythridinae).

## Merkmale
Die Falter erreichen eine Flügelspannweite von 13 bis 18 mm. Die dunkelbraun gefärbten Schmetterlinge besitzen auf ihren Vorderflügeln ein markantes weißes Fleckenmuster. Nahe der Flügelbasis reicht ein weißes schmales Band von der Flügelhinterkante bis fast zur Vorderkante. In der Diskalregion befindet sich mittig ein großer weißer Fleck, in der Postdiskalregion ein größerer weißer Fleck an der Flügelhinterkante sowie nahe dem Apex ein kleinerer mittig gelegener weißer Fleck.

## Vorkommen
Scythris scopolella ist in der westlichen Paläarktis heimisch. Ihr Verbreitungsgebiet in Europa reicht von der Iberischen Halbinsel und Italien im Süden über Mitteleuropa bis nach Osteuropa.

## Lebensweise
Die Raupen von Scythris scopolella fressen an krautigen Pflanzen und Moosen wie Sonnenröschen (Helianthemum), Johanniskräutern (Hypericum), Fetthennen (Sedum) und Mauer-Drehzahnmoos (Tortula muralis). Die Flugzeit der Imagines dauert von Mitte Mai bis Ende Juni. Die tagaktiven Falter kann man beim Saugen an verschiedenen Blüten beobachten.